# Superliga de Suiza 2009-10
La Superliga de Suiza 2009-10 fue la 113.ª temporada de la máxima categoría del fútbol suizo.

## Tabla de posiciones
| Pos. | Equipos         | PJ | PG | PE | PP | GF | GC | Dif. | Pts. |
| ---- | --------------- | -- | -- | -- | -- | -- | -- | ---- | ---- |
| 1.   | Basel           | 36 | 25 | 5  | 6  | 90 | 46 | +44  | 80   |
| 2.   | Young Boys      | 36 | 25 | 2  | 9  | 78 | 47 | +31  | 77   |
| 3.   | Grasshopper     | 36 | 21 | 2  | 13 | 65 | 43 | +22  | 65   |
| 4.   | Sion            | 36 | 17 | 7  | 12 | 66 | 55 | +11  | 58   |
| 5.   | Luzern          | 36 | 14 | 9  | 13 | 63 | 57 | +6   | 51   |
| 6.   | St. Gallen      | 36 | 13 | 7  | 16 | 53 | 56 | -3   | 46   |
| 7.   | Zürich          | 36 | 12 | 9  | 15 | 55 | 58 | -3   | 45   |
| 8.   | Neuchâtel Xamax | 36 | 11 | 8  | 17 | 55 | 57 | -2   | 41   |
| 9.   | Bellinzona      | 36 | 7  | 4  | 25 | 42 | 92 | −50  | 25   |
| 10.  | Aarau           | 36 | 6  | 5  | 25 | 32 | 88 | −56  | 23   |

|  | Liga de Campeones de la UEFA 2010-11 |
|  | Liga Europea de la UEFA 2010-11      |
|  | Play-off de descenso                 |
|  | Descenso a la Challenge League       |

### Play-off de descenso
| Equipo 1   | Agr. | Equipo 2 | Ida | Vuelta |
| ---------- | ---- | -------- | --- | ------ |
| Bellinzona | 2:1  | Lugano   | 2:1 | 0:0    |

AC Bellinzona mantiene la categoría por un global de 2-1.

## Goleadores
| # | Jugador            | Club            | Goles |
| - | ------------------ | --------------- | ----- |
| 1 | Seydou Doumbia     | Young Boys      | 30    |
| 2 | Marco Streller     | Basel           | 21    |
| 2 | Cristian Ianu      | Luzern          | 21    |
| 2 | Émile Mpenza       | Sion            | 21    |
| 5 | Alexander Frei     | Basel           | 15    |
| 6 | Moreno Costanzo    | St. Gallen      | 14    |
| 6 | Gonzalo Zárate     | Grasshopper     | 14    |
| 8 | Scott Chipperfield | Basel           | 13    |
| 9 | Brown Ideye        | Neuchâtel Xamax | 12    |
| 9 | Valentin Stocker   | Basel           | 12    |